# Buchen im Prättigau
Buchen (rätoromanisch Fagieu) ist eine Ortschaft im bündnerischen Prättigau in der Schweiz.

## Geschichte
Die im 19. Jahrhundert eigenständige Gemeinde fusionierte 1872 zusammen mit Pany und Putz zur neuen Gemeinde Luzein.

## Kirchliche Zugehörigkeit
Buchen hat kein eigenes Kirchgebäude. Im Gegensatz zur politischen Zugehörigkeit zu Luzein gehört Buchen kirchlich zu Jenaz und wird von dort aus pastorisiert. Die Buchener Kirchgänger besuchen die Jenazer Dorfkirche.

## Persönlichkeiten
Aus Buchen im Prättigau stammte Conrad Michel, Verfasser eines Liederbuchs von 1763.

Luftbild aus 2200 m von Walter Mittelholzer von 1925. Buchen befindet sich unten links

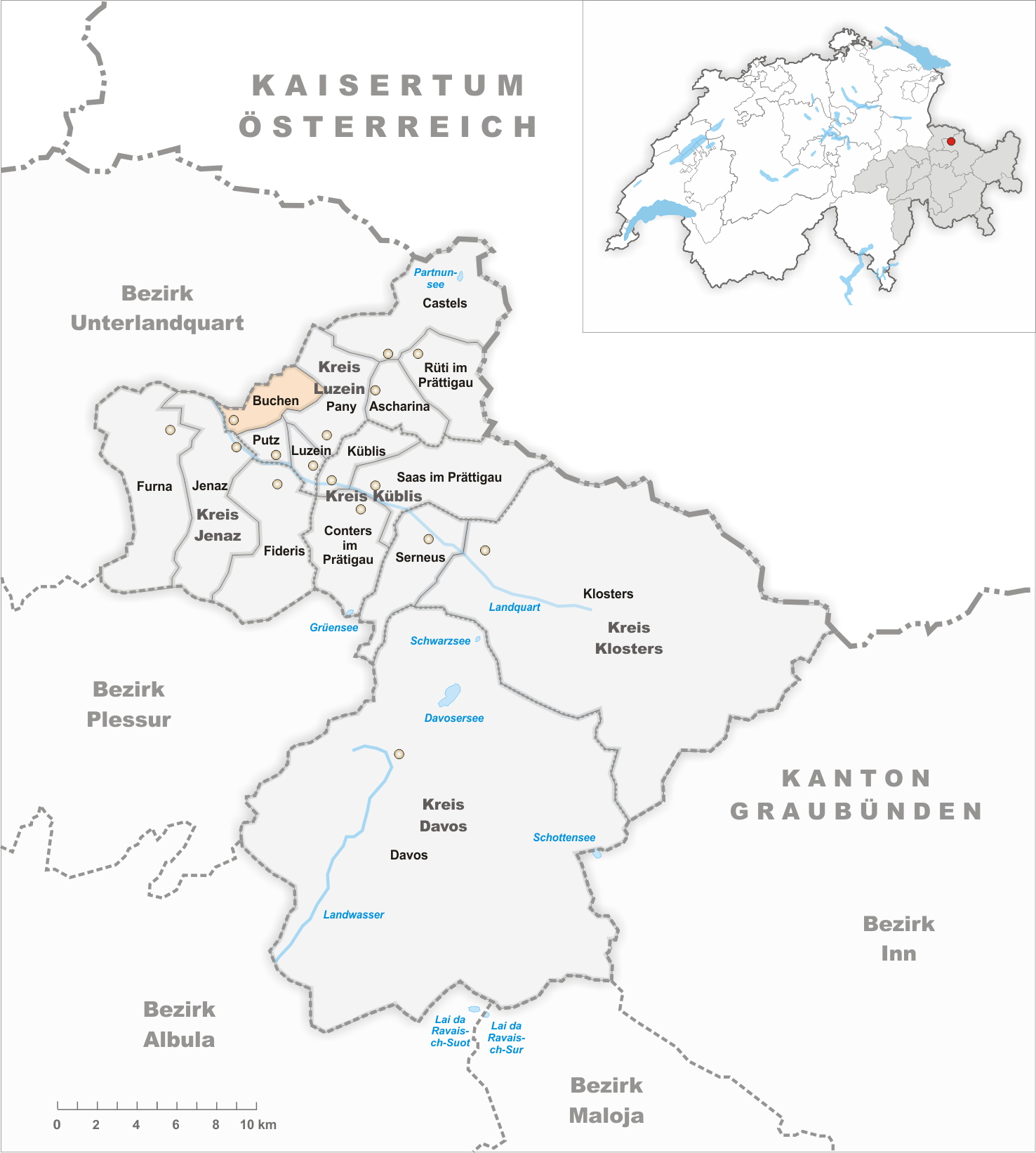
Gemeindestand vor der Fusion am 1. Januar 1872